# 도관
도관(道觀)은 궁관(宮觀)이라고도 불리는 도교의 사원(寺院)이다.
도관의 시초는 4세기 후반으로서 북위(北魏) 시대부터 불교 사원과 비슷한 체제가 되었다. 도교가 왕조의 신앙을 얻어 보호를 받은 시대, 특히 당대(唐代)에는 우후죽순(雨後竹荀)처럼 건립되었다.
도관은 십방총림(十方叢林)이라고 하는 '대도관'과 보통의 '소도관'으로 분류된다. 소도관은 몇 사람의 도사(道士)들이 있어서 신을 모시고 기도를 하거나 수행을 쌓는 곳이며, 십방총림인 대도관은 종파의 구별 없이 널리 천하의 도교자들에게 개방되어 있는 수행도장(修行道場)으로서, 장차 도사가 되고자 하는 도교자들이 자격시험을 치를 수 있는 도관인 것이다.
최근에까지 전진교계(前進敎系)·정일교계(正一敎系)·모산파계(茅山派系) 등 다수의 종파가 있었지만 도관에는 종파별 차별관계가 없다. 전진교의 본산인 베이징(北京)의 백운관(白雲觀), 정일교의 본산인 용호산(龍虎山)의 태청궁(太淸宮) 등 전통적으로 특정 종파와 관계를 갖는 몇 개를 제외하면 일반적으로 도관은 종파색을 찾아볼 수 없다. 종파의 문제는 도관에서 사는 도사 개인 차원의 문제일 따름이다.
또 도관은 경제적 기초가 안정되지 않았기 때문에 세속에 대한 종교 활동이 활발하고 왕실이나 귀족 층의 보호와 민중의 귀의(歸依)를 얻은 때는 번영하였으나 그렇지 못한 때는 비참하였다. 근세 이후에는 특히 그런 경향이 현저하였다. 왕실로부터 토지·농민을 기진(寄進：喜捨) 받아서 마치 장원지주(莊園地主)와 같은 대도관도 있긴 했지만 이것은 특별한 예일 뿐이고 전반적으로는 경제적으로 궁핍하고, 관리도 제대로 되지 않은 채 그 일부를 학교로 이용하거나 상점으로 빌려주기도 하였다. 또 도사들도 타락하여 일반사회의 경멸을 받기도 하였다.
교단 도교의 시설이 바로 도관이지만 그 밖에 민중 도교의 시설로는 묘(廟)가 있다. 촌락에 위치한 촌묘(村廟), 직업단체의 묘, 또는 일반민중의 재신묘(財神廟)가 그것이다.

## 같이 보기
- 도교
- 세부 도교 사원

## 참고 문헌
- 이 문서에는 다음커뮤니케이션(현 카카오)에서 GFDL 또는 CC-SA 라이선스로 배포한 글로벌 세계대백과사전의 내용을 기초로 작성된 글이 포함되어 있습니다.